# Jhonder Cádiz
Jhonder Leonel Cádiz Fernández, né le 29 juillet 1995 à Caracas au Venezuela, est un footballeur international vénézuélien jouant au poste d'attaquant au Club León.

## Biographie

### Débuts au Venezuela
Le 29 avril 2012, Cádiz joue son premier match professionnel. Lors de ce match, il délivre une passe décisive. Le 7 mars 2018, il inscrit avec le Monagas SC, son premier doublé dans le championnat du Venezuela, sur la pelouse du Carabobo FC (score final : 2-2). Il joue, avec Monagas, six rencontres en Copa Libertadores lors de l'année 2018, inscrivant un but face au club paraguayen du Cerro Porteño.

### Première expérience en Eurpoe
Le premier juillet 2015 il s'engage en prêt avec União de Madeira. Il marque son premier but avec Madère le 22 novembre 2015 en coupe du Portugal. Lors de ce match , il inscrit un doublé. Cádiz inscrit 4 buts et délivre 5 passes décisives lors de sa première saison en Europe.

### Retour au Venezuela
Le 24 février 2018 il s'engage avec le Monagas SC. Il y inscrit 8 buts dont un lors de la dernière journée de Copa Libertadores contre Cerro Porteño.

### Retour en Europe
Le 25 juillet 2018, il s'engage avec le club portugais de Vitória Setúbal.  Le 11 août 2018, Cádiz inscrit son premier but lors de son premier match avec son nouveau club face au Desportivo Aves. Il inscrit neuf buts en première division portugaise lors de la saison 2018-2019 avec le club du Vitória Setúbal.

### Benfica
Le 28 juin 2019, il signe avec le Benfica Lisbonne pour cinq ans contre 2,5 millions d'euros. 

### Dijon
Le 30 août 2019 il est prêté au Dijon FCO pour une saison avec option d'achat. Cadiz joue son premier match avec Dijon le 28 septembre 2019 en entrant en jeu à la 71e minute du match contre Reims. Le 1er novembre 2019, il inscrit son premier but sous les couleurs dijonnaises contre le Paris Saint-Germain, permettant à Dijon, alors lanterne rouge, de créer l'exploit face au leader du championnat (score final 2-1).
Cependant il ne parvînt pas à s’imposer au sein de l’attaque dijonnaise sur la suite de la saison, étant notamment en concurrence avec l’infatigable capitaine Júlio Tavares.
En fin de saison, l'option d'achat liée à son prêt n'est pas levée par le club bourguignon. Cadiz retourne donc au Benfica.

### Prêt en MLS
Le retour au Benfica est de courte durée puisqu'il est prêté le 9 septembre 2020 au Nashville SC, nouvelle franchise de Major League Soccer, qui dispose alors d'une option d'achat qui peut être levée à tout moment. Il dispose alors du statut de joueur désigné.

### En sélection
Cádiz reçoit sa première sélection en équipe du Venezuela le 16 octobre 2018 lors d' une victoire 2-0 face aux Émirats arabes unis. Le 2 juin 2019, il honore sa deuxième sélection face à l'Équateur.

## Statistiques

### En sélection nationale
| Saison                | Sélection             | Phases finales        | Phases finales | Phases finales | Phases finales | Éliminatoires CDM | Éliminatoires CDM | Éliminatoires CDM | Matchs amicaux | Matchs amicaux | Matchs amicaux | Total | Total | Total |
| Saison                | Sélection             | Compétition           | M              | B              | Pd             | M                 | B                 | Pd                | M              | B              | Pd             | M     | B     | Pd    |
| --------------------- | --------------------- | --------------------- | -------------- | -------------- | -------------- | ----------------- | ----------------- | ----------------- | -------------- | -------------- | -------------- | ----- | ----- | ----- |
| 2012-2013             | Venezuela             | -                     | -              | -              | -              | -                 | -                 | -                 | 0              | 0              | 0              | 0     | 0     | 0     |
| 2018-2019             | Venezuela             | Copa América 2019     | -              | -              | -              | -                 | -                 | -                 | 2              | 0              | 0              | 2     | 0     | 0     |
| 2020-2021             | Venezuela             | Copa América 2021     | 0              | 0              | 0              | 2                 | 0                 | 0                 | -              | -              | -              | 2     | 0     | 0     |
| 2023-2024             | Venezuela             | Copa América 2024     | 3              | 1              | 0              | -                 | -                 | -                 | 2              | 0              | 0              | 5     | 1     | 0     |
| 2024-2025             | Venezuela             | -                     | -              | -              | -              | 8                 | 1                 | 0                 | -              | -              | -              | 8     | 1     | 0     |
| Total sur la carrière | Total sur la carrière | Total sur la carrière | 3              | 1              | 0              | 10                | 1                 | 0                 | 4              | 0              | 0              | 17    | 2     | 0     |